# 提姆·羅卡斯楚
提摩西·唐納·羅卡斯楚（英語：Timothy Donald Locastro，1992年7月14日—），為美國職棒大聯盟的外野手，目前為自由球員。他先前曾效力過道奇、響尾蛇、洋基與大都會等隊。他在登上大聯盟後便寫下連續29次盜壘成功的大聯盟紀錄，至今仍無人能打破。

## 職業生涯

### 多倫多藍鳥
2013年美國職棒大聯盟選秀，藍鳥在第13輪選進羅卡斯楚。同年他進入高階新人聯盟，隔年他入選西北聯盟的全明星賽。2015年，他在1A出賽70場比賽，打擊率為3成10，並上演30次盜壘成功。

### 洛杉磯道奇
2015年7月2日，他和Chase De Jong被交易到道奇隊，藍鳥隊換來3個國際選秀籤。他在高階1A一路打進聯盟總冠軍賽，並在隔年季中升上2A。2017年，他入選德州聯盟全明星賽，並在球季中升上3A。
2017年9月29日，羅卡斯楚登上大聯盟，而球隊將羅卡斯楚設為季後賽的重要代跑。並在隔日上演生涯首盜。整年他在大聯盟只獲得一個打席，當時他打出二壘上方高飛球遭到接殺，成為道奇隊該年球季的最後一個打席。最終他沒能入選季後賽名單，並在2018年11月20日遭到球隊指定讓渡。

### 亞利桑那響尾蛇
2018年11月21日，道奇將羅卡斯楚交易到洋基，換來Drew Finley和現金。2019年1月16日，洋基將他交易到響尾蛇，換來Ronald Roman和現金。
2019年，羅卡斯楚的打擊率為2成50，17次盜壘嘗試全數成功。他每秒跑速可達30.8英尺，為大聯盟選手最快。同年他在不到300個打席當中挨了22次觸身球，寫下大聯盟紀錄。
2020年，他的打擊率為2成90，並敲出2轟與7分打點。同時他4次盜壘全數成功，每秒跑速30.7英尺一樣為大聯盟選手中最快。
2021年4月10日，羅卡斯楚完成生涯連續29次盜壘成功，刷新名人堂球員提姆·雷恩斯的舊紀錄。4月17日，他在第30次盜壘嘗試遭到國民隊捕手楊·高姆茲阻殺出局。羅卡斯楚不僅生涯首次嘗到盜壘失敗的滋味，他還在滑壘時傷到手指，導致他休息了10天。該年他的打擊率為1成78，並敲出1轟與5分打點。

### 紐約洋基
2021年7月1日，洋基隊為了補強而用小聯盟球員Keegan Curtis向響尾蛇隊交易來羅卡斯楚。7月11日，羅卡斯楚敲出在洋基隊的首轟。不過他僅出賽9場比賽，7月17日，他在比賽為了接殺飛球撞向左外野牆，造成前十字韌帶斷裂，導致整季報銷。該年他的跑速每秒可達30.7英尺，不僅是中外野手最快，還是大聯盟第二快。

### 波士頓紅襪
2021年11月5日，紅襪隊從讓渡名單中選走羅卡斯楚。

## 外部連結
- 球員資訊和成績在MLB，ESPN，Baseball-Reference，Fangraphs（英文）